# Zaol'sjanka
Zaol'sjanka är ett vattendrag i Belarus, på gränsen till Ryssland. Det ligger i den nordöstra delen av landet, 240 km nordost om huvudstaden Minsk.
I omgivningarna runt Zaol'sjanka växer i huvudsak blandskog. Runt Zaol'sjanka är det glesbefolkat, med 19 invånare per kvadratkilometer.